# Zach Randolph

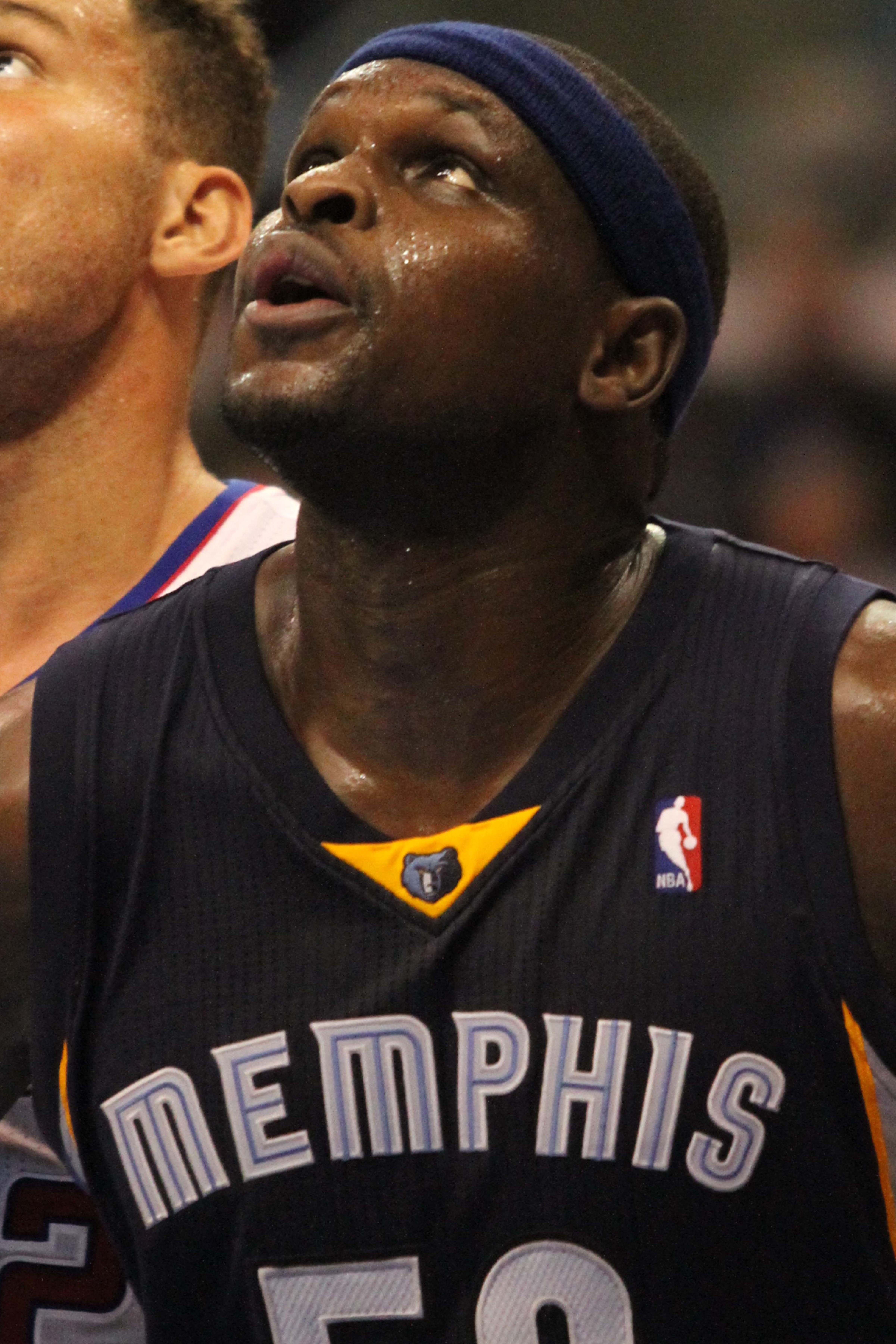
Zach Randolph med Memphis Grizzlies, 2013.

Zachary McKenley "Zach" Randolph, även kallad "Z-Bo", född 16 juli 1981 i Marion i Indiana, är en amerikansk basketspelare (power forward). Han utsågs till NBA Most Improved Player efter säsongen 2003/2004.

## Lag
- Portland Trail Blazers (2001–2007)
- New York Knicks (2007–2008)
- Los Angeles Clippers (2008–2009)
- Memphis Grizzlies (2009–2017)
- Sacramento Kings (2017–2019)